# Frédéric Bonpart
Frédéric Bonpart est un acteur français.

## Biographie
Frédéric Bonpart fait ses débuts au cinéma avec Maurice Pialat dans Van Gogh. Il travaille ensuite notamment avec Philippe Ramos (Capitaine Achab) et Jean-Charles Fitoussi (Le Dieu Saturne et Je ne suis pas morte) tout en poursuivant sa carrière au théâtre.

## Filmographie
- 1991 : Van Gogh de Maurice Pialat - La Mouche
- 2001 : Amour d’enfance de Yves Caumon - Jean-Marie
- 2002 : Ma caméra et moi de Christophe Loizillon - Le paysan
- 2003 : Adieu pays de Philippe Ramos - Serge Nortier
- 2004 : Le Dieu Saturne de Jean-Charles Fitoussi - Frédéric
- 2007 : Capitaine Achab de Philippe Ramos - Capitaine Achab
- 2008 : Je ne suis pas morte de Jean-Charles Fitoussi - Frédéric
- 2009 : Rien de personnel de Mathias Gokalp - Marek, l'homme de ménage
- 2013 : L'Enclos du temps de Jean-Charles Fitoussi - Frédéric
- 2019 : Vif-Argent de Stéphane Batut
- 2022 : Fumer fait tousser de Quentin Dupieux - Un ouvrier de la scierie de Tony

## Théâtre
- 1989 :  Mère Courage de Bertolt Brecht
  - Le Naïf et les Femmes de Paul Guth
- 1992 : Orphée de Jean Cocteau
- 1995 : Les Robots ne sont pas méchants de Sotha (au Café de la Gare)
- 1997 : La Petite Princesse indécise (spectacle pour enfants de Sotha)
- 2001 : Plus con que nous y’a-t-il ? de Sotha
- 2003 : Les blondes préfèrent leur chien de Sotha
- 2005 : Il ne faut pas boire son prochain de Roland Dubillard, mise en scène de Prune Lichtlé
- 2011 : Cyrano m'était conté de Sotha